# Konstanty Gruszecki

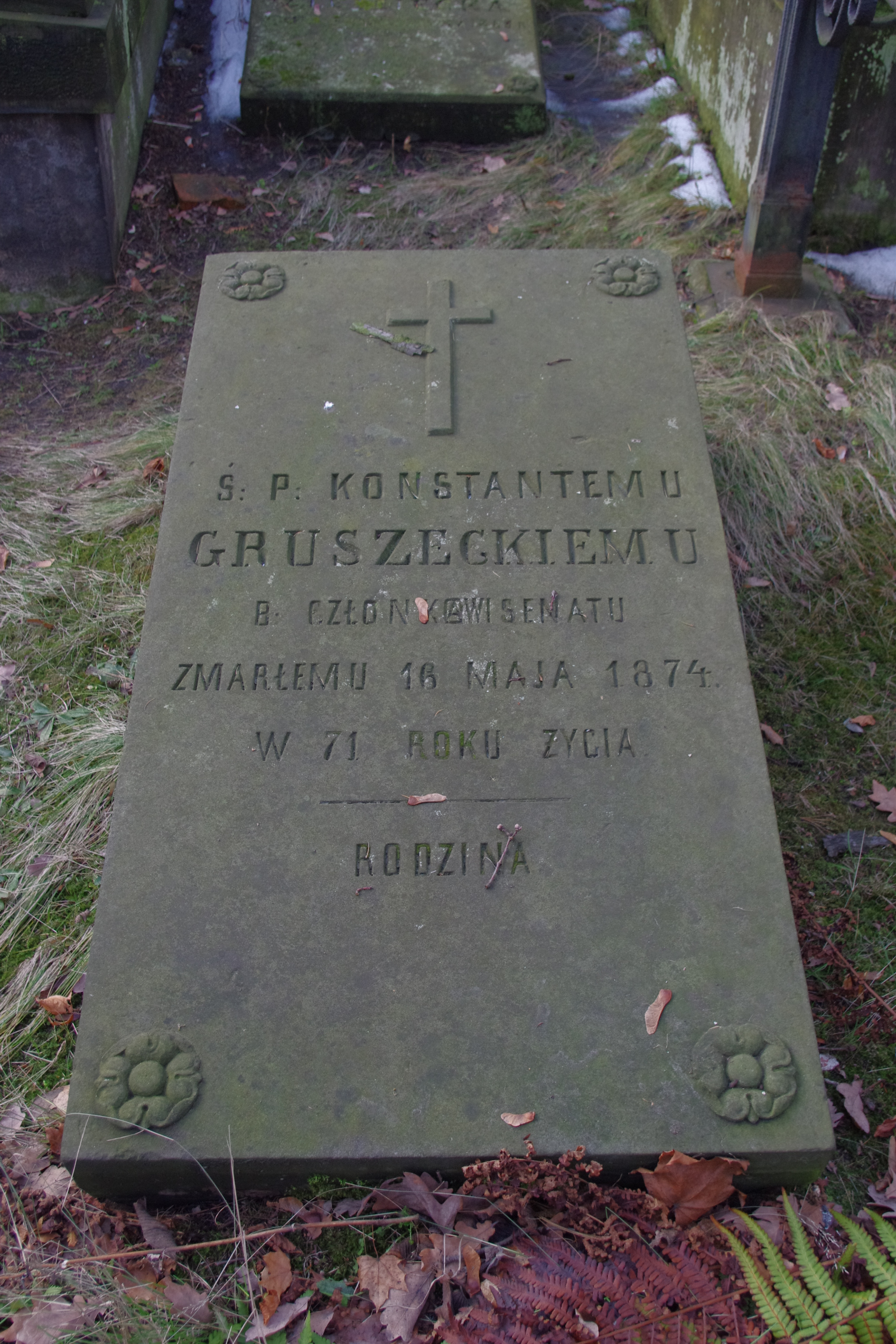
Grób Konstantego Gruszeckiego na Starych Powązkach w Warszawie

Konstanty Franciszek Gruszecki herbu Lubicz (ur. 1803, zm. 16 maja 1874) – członek senatu, sekretarz kancelarii Rady Stanu w latach 1860–1868.

## Życiorys
Syn Kaspra Gruszeckiego – sędziego apelacyjnego Królestwa Polski i Franciszki Chociszewskiej.
Od 1819 roku – student Uniwersytetu Warszawskiego (Wydział Prawa i Administracji, sekcja Prawa i Administracji). W 1822 uzyskał stopień magistra prawa i rozpoczął aplikację w Trybunale Cywilnym w Radomiu. 
W 1825 roku został asesorem Trybunału Cywilnego w Lublinie. 1833–1840 – sędzia, następnie prokurator przy Trybunale Cywilnym w Lublinie. W 1842–1860 – sędzia Sądu Apelacyjnego Królewskiego Polskiego oraz prezes Trybunału Handlowego w Warszawie. Od 1861 roku – wiceprezes Sądu Apelacyjnego. Był członkiem Towarzystwa Rolniczego w Królestwie Polskim. W 1862 mianowany członkiem IX Departamentu Rządzącego Senatu. W 1856 radca stanu. W 1862 rzeczywisty radca stanu.
13 lipca 1867 roku przeniesiony w stan spoczynku. Wykształcony prawnik, autor wielu rozpraw prawniczych, członek Komisji Egzaminacyjnej przy Trybunale Cywilnym w Lublinie. Od 1842 przy Najwyższej Komisji Egzaminacyjnej przy Komisji Rządowej Sprawiedliwości.
Pochowany na Starych Powązkach w Warszawie (kwatera 10-2-26).